# Ulążki
Ulążki (deutsch Ulonsk, 1938 bis 1945 Kleinrehbruch) ist ein kleiner Ort in der polnischen Woiwodschaft Ermland-Masuren und gehört zur Gmina Szczytno (Landgemeinde Ortelsburg) im Powiat Szczycieński (Kreis Ortelsburg).

## Geographische Lage
Ulążki liegt 800 Meter östlich des Großen Schobensees (polnisch Jezioro Sasek Wielki) in der südlichen Mitte der Woiwodschaft Ermland-Masuren, sieben Kilometer nordwestlich der Kreisstadt Szczytno (deutsch Ortelsburg).

## Geschichte
Ulonsk war vor 1945 eine Försterei, die dem Staatsforst Corpellen zugeordnet war und ein Wohnplatz im gleichnamigen Gutsbezirk, später in der Gemeinde Ulonskofen (1938 bis 1945 Schobendorf, polnisch Piece) im ostpreußischen Kreis Ortelsburg. Im Jahre 1905 zählte das Forsthaus Ulonsk vier Einwohner. Aus politisch-ideologischen Gründen der Abwehr fremdländisch scheinender Ortsnamen wurde Ulonsk am 3. Juni – amtlich bestätigt am 16. Juli – 1938 in „Kleinrehbruch“ umbenannt. 1945 kam der Ort in Kriegsfolge mit dem gesamten südlichen Ostpreußen zu Polen und erhielt die polnische Namensform „Ulążki“. Heute ist die kleine Waldsiedlung (polnisch Osada leśna) eine Ortschaft innerhalb der Landgemeinde Szczytno (Ortelsburg) im Powiat Szczycieński (Kreis Ortelsburg), bis 1998 der Woiwodschaft Olsztyn, seither der Woiwodschaft Ermland-Masuren zugehörig.

## Kirche
Ulonsk resp. Kleinrehbruch war bis 1945 in die evangelische Kirche Groß Schöndamerau in der Kirchenprovinz Ostpreußen der Kirche der Altpreußischen Union sowie in die katholische Kirche Ortelsburg im Bistum Ermland eingepfarrt. Heute gehört Ulążki zur evangelischen Kirche Szczytno in der Diözese Masuren der Evangelisch-Augsburgischen Kirche in Polen sowie zur katholischen Kirche Trelkowo (Groß Schöndamerau) im jetzigen Erzbistum Ermland.

## Verkehr
Ulążki liegt an einer Nebenstraße, die Trelkówko (Klein Schöndamerau) an der Landesstraße 57 (frühere deutsche Reichsstraße 128) mit Piece (Ulonskofen, 1938 bis 1945 Schobendorf) verbindet. Eine Anbindung an den Bahnverkehr besteht nicht.